# Гробман, Михаил Яковлевич
Михаил Яковлевич Гробман (р. 21 сентября 1939, Москва) — российский, затем израильский поэт и художник.
Один из лидеров, теоретик и идеолог Второго русского авангарда. Искусство Гробмана играет роль связующего элемента между западным и русским концептуализмом. Графические работы публиковались в журнале «Знание — сила» (1966—1968), стихи в СССР не печатались. В 1971 году эмигрировал в Израиль. Организатор выставок искусства русского авангарда. Редактировал журнал «Левиафан». Член редколлегии журнала «Зеркало». С 1963 года ведёт дневник — летопись художественной жизни (частично издан книгами и в журналах «Зеркало» и «Новое литературное обозрение»). Более 2000 живописных и графических работ, более 700 стихотворений, теоретические статьи.

## Биография
Михаил Гробман родился в 1939 году в Москве в семье инженера.
В школьные годы носил псевдоним Мишель Афинский.
В 1956–58 годах учился в вечерней школе, работал каменщиком на стройке, где началась его дружба с поэтом и диссидентом В. Гершуни (1930–95), оказавшим влияние на формирование политических взглядов Гробмана. В те же годы Гробман знакомится со скрипачом и композитором А. Надирашвили, общение с которым побудило Гробмана к увлечению философией и мистикой.
В 1957 году на выставке 40-летия советского искусства в Центральном доме работников искусств был арестован. Вот как сам Гробман описывает это событие: «было торжественное собрание, на сцене сидели такие люди, как Ефимов, а я из зала крикнул, что тогда не особенно было принято: «А можно из зала сказать?» Вышел на сцену, взял микрофон у этих вельмож и пошел к рампе. Тут уж все поняли, что дело пахнет керосином. А я уже начал свою речь: «Бывали хуже времена, но не было подлей»… В общем, я некоторое время выступал, и в какой-то момент почувствовал, что по воздуху плыву - меня вместе с микрофоном стащили со сцены». Отпустили его уже на следующий день.
В 1959 году состоялась первая персональная выставка Гробмана в Высшем художественно-промышленном училище имени В. Мухиной в Ленинграде, в 1965 г. — в Доме художника в Москве, где выставлялись работы Гробмана, посвящённые еврейской теме, что было для того времени почти невероятным событием.
В 1965 году опубликовал цикл стихотворений в американском литературном альманахе «Воздушные пути» под псевдонимом Михаил Русалкин. Потом этот псевдоним был потерян, и второй раз в этом издании Гробман печатался как Г.Д.Е.
В 1966 году состоялась первая зарубежная выставка Гробмана в Чехословакии, где позже он свою первую статью о художниках нового авангарда. 
В 1967 году был принят в Союз художников СССР. Однако почти сразу же по просьбе Председателя правления Московской организации Союза художников РСФСР вышел из союза, оставшись кандидатом.
В 1971 году эмигрировал в Израиль, жил в Иерусалиме.
В 1975 году с друзьями и учениками организовал группу израильских художников «Левиафан», издавал одноимённый журнал став одним из создателей израильского концептуализма.
С 1983 года проживает в Тель-Авиве.
Участвовал во многих выставках так называемого второго русского авангарда в России, Европе, США.
Работы Гробмана находятся в Третьяковской галерее и Музее изобразительного искусства имени А. Пушкина (Москва), Государственном Русском музее (Санкт-Петербург), Музее искусства в Тель-Авиве, Музее Людвига в Кёльне, Центре Помпиду (Париж) и др., в частных собраниях Израиля, США, Германии и России.
С конца 1950-х годов Гробман собирает работы художников первого и второго русского авангарда. После эмиграции перевёз свою коллекцию в Израиль; в 1988 году значительная часть, которой была представлена на выставке «Авангард — Революция — Авангард» в Тель-Авивском музее изобразительных искусств, в Художественном музее в Герцлии (1980) и в Музее Бохума в Германии (1988). Работы из собрания Гробмана составили также большую часть выставки русского авангарда, прошедшей в Музее искусств Хайфы в 1998 году.

## Творчество
Создал более 2000 живописных и графических работ, более 700 стихотворений, теоретические статьи. 
Гробман с самого начала заявил о себе как еврейский художник. Магистральная идея его творчества — стратегия по созданию "современного еврейского искусства". Художник сознательно отрицал подход, основанный на изучении материальной культуры народа, предлагал искать основания для нового еврейского искусства в абстрактном содержании еврейской спиритуальной философии, то есть в каббале. Важным элементом его творчества является магический символизм, наполненный образами, основанные на библейской символике, символике каббалы, средневекового еврейского искусства и магии — рыба, змея, треугольник, Древо познания, Маген-Давид, Менора, надписи на иврите и т. д. («Сотворение мира», 1962, собственность автора; «Разрушение Иерусалима», 1970, собственность автора; «Лестница Иакова», 1978, коллекция П. Шпильмана, Германия; «Сатана», 1980, Государственный Русский музей, Санкт-Петербург, и др.). При этом центральным сюжетом уже с начиная 1962 года постепенно становится важнейшая для каббалистического сознания категория сотворения мира. Наравне с каббалистической традицией испытал влияние Малевича, супрематизм которого называл "живописным иудаизмом". Однако, в отличие от последнего, Гробман в своей живописи реабилитирует исключённые из супрематистской системы изображения природных форм и работает с сопоставлением элементов геометрических и биоморфных мотивов.
Важное значение для становления художественного языка и мышления Гробмана приобрело искусство иконописи, в котором он видел универсальные для иудейской и православной культур трансцендентализм, интуитивную точность художественных формул и отрицание натуралистического позитивизма. 

### Книги
- Военные тетради (стихи). — Тель-Авив: Левиафан, 1992. — 112 с.
- Левиафан (дневник). — М.: НЛО, 2002. — ISBN 5-86793-171-4 — 544 с.
- Последнее небо (стихи). — М.: НЛО, 2006. — ISBN 5-86793-486-1— 240 с.
- В чёрной-чёрной стране (2005, на иврите)
- Левиафан - 2. Иерусалимский дневник. — М.: НЛО, 2019 . ISBN  978-5-4448-1147-4 — 776 с.

### Персональные выставки
- 1959 — Художественное училище им. Мухиной, Ленинград
- 1965 — Московский дом художника
- 1965 –  Usti-nad-Orlicy Theatre, Чехословакия
- 1971 — Тель-Авивский музей
- 1972 –  Nora Gallery, Иерусалим
- 1973 – Negev Museum of Art, Beer Sheva
- 1977 — Spertus Institute, Чикаго
- 1984 – Zvi Noam Gallery, Тель-Авив
- 1988 – Künstler und Sammler, Art Museum, Бохум
- 1989 – "Прекрасные шестидесятые в Москве" (совместно с Ильёй Кабаковым), The Genia Schreiber University Art Gallery, Тель-Авивский университет
- 1989 – Tova Osman Gallery, Тель-Авив
- 1990 – Tova Osman Gallery, Тель-Авив
- 1998 – "Picture = Symbol + Concept", Herzliya Museum of Art, Герцлия
- 1995 – "Password and Image", University Gallery, Университет Хайфы
- 1999 — "Михаил Гробман. Работы 1960 - 1998", Государственный Русский музей
- 2002 — "Последнее небо", Павиьон Цвиета Зузорич, Белград
- 2006 – Creation From Chaos to Cosmos, Bar-David Museum of Fine Art and Judaica, Kibbutz Baram
- 2007 – Last Skies, Loushy & Peter Art & Projects, Тель-Авив
- 2009 — "Михаил Гробман: Метаморфозы коллажа", Московский музей современного искусства
- 2010 — Galerie Minotaure, Париж
- 2013 - 2014 — Московский музей современного искусства

### Избранные групповые выставки
- 1962 — Выставка молодых художников, кинотеатр "Ударник", Москва
- 1978 — Pratt Manhattan Center, Pratt Institute gallery, Нью-Йорк
- 1982 — Иерусалимский театр
- 1990 — "Другое искусство", Государственная Третьяковская галерея
- 1993 — "Понятное искусство", Музей израильского искусства, Рамат-Ган; Музей Людвига, Кёльн
- 2000 — Galeria Ztihla Klika, Прага
- 2005 — "Сообщники. Коллективные и интерактивные произведения в русском искусстве 1960 - 2000", Государственная Третьяковская галерея
- 2006 — "Время перемен", Государственный Русский музей
- 2008 — "Художники русского зарубежья в коллекции ГЦСИ", Москва

### Перформансы и шествия
- 1978−1982 — «Действия в пустыне»
- 1985 — «Хлебников 100», перформанс в Тверии, Иерусалиме, Тель-Авиве, Акко
- 1987 — «Мессия», инсталляция и перформанс в Иерусалиме
- 1987 — «Ангел Смерти», Кассел
- 1989 — «Гильотины», Музей Бохума

## Личная жизнь

### Семья
Жена — Ирина Врубель-Голубкина, главный редактор журнала «Зеркало».
Сын Яков — архитектор, доцент факультета Архитектуры и Градостроительства в Израильском технологическом институте (Технион), руководитель Центра исследований в области архитектуры и дизайна, лаборатории компьютерного дизайна Техниона. Занимается компьютерными технологиями проектирования, перформативным дизайном, параметрической архитектурой. Автор книги «Performalism: form and performance in digital architecture».
Дочь Лати — голливудский продюсер. Воспитывает пятерых детей.

### Жизненная позиция
Двумя главными движущими силами человека Гробман считает интеллект и интуитивное понимание мира.